# Vamlingbo
Vamlingbo är en kyrkby i Vamlingbo socken i Gotlands kommun, belägen på södra Gotland på centrala Storsudret knappt en mil söder om Burgsvik och lika långt norr om Hoburgen.
I Vamlingbo ligger Vamlingbo kyrka.

## Näringsverksamhet
Vamlingbolaget, som drivs av Kristina Torsson och som formger och syr kläder enligt inspiration och mönster från Mah-Jong, har sin verksamhet i en byggnad i Vamlingbo som tidigare var ett mejeri.

## Bilder

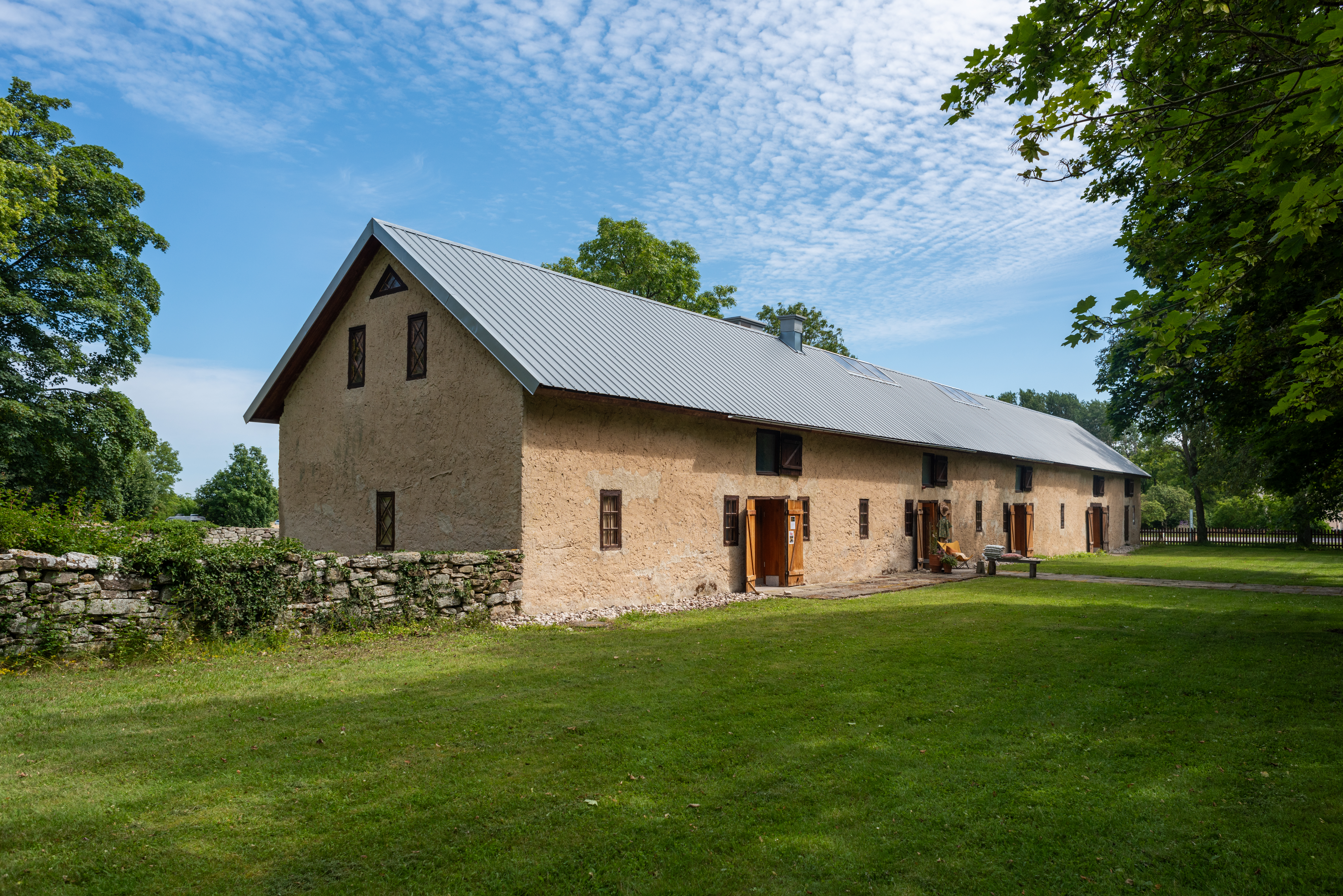
Lada vid Valingbos prästgård.
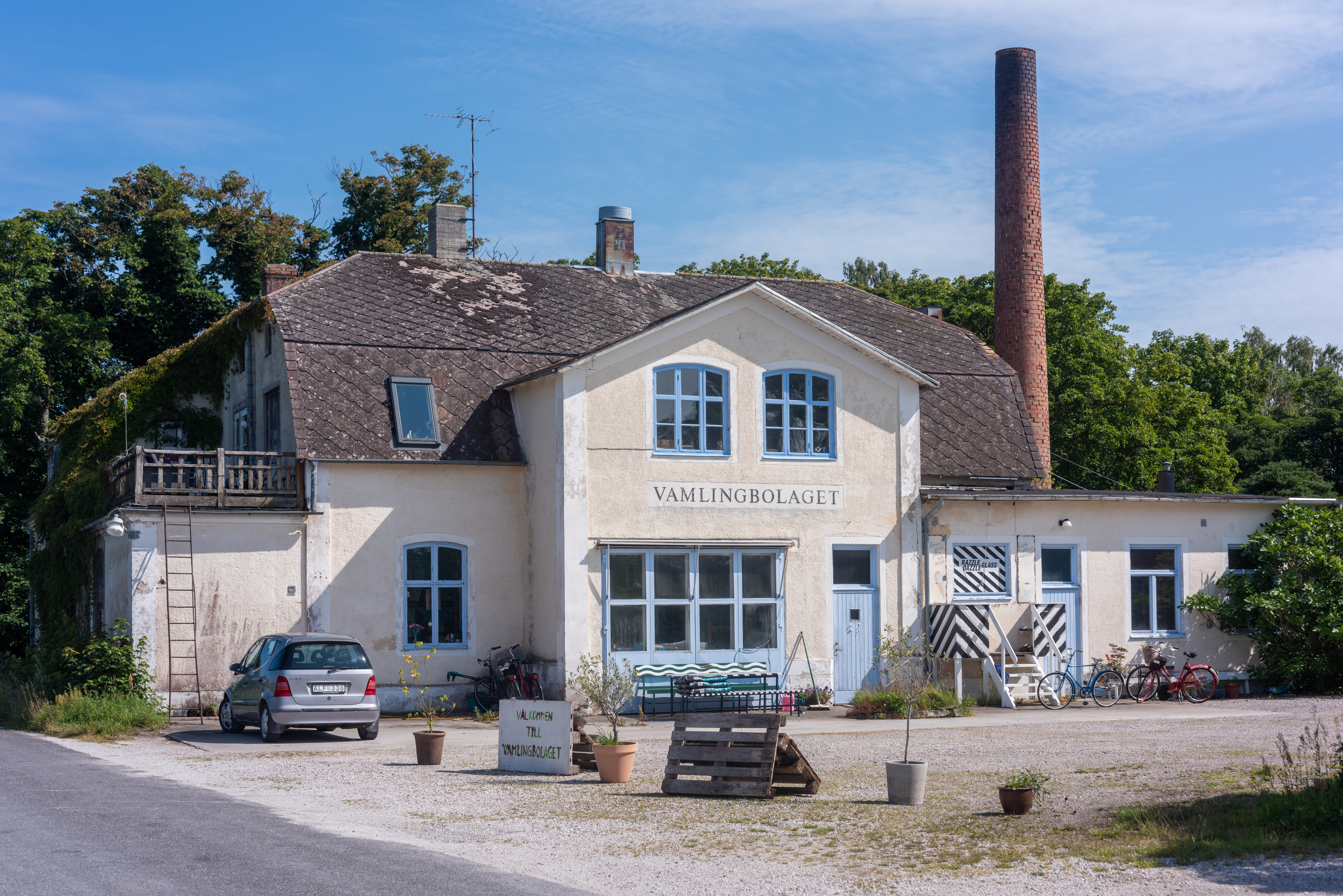
Vamlingbolagets lokaler i ett tidigare mejeri.
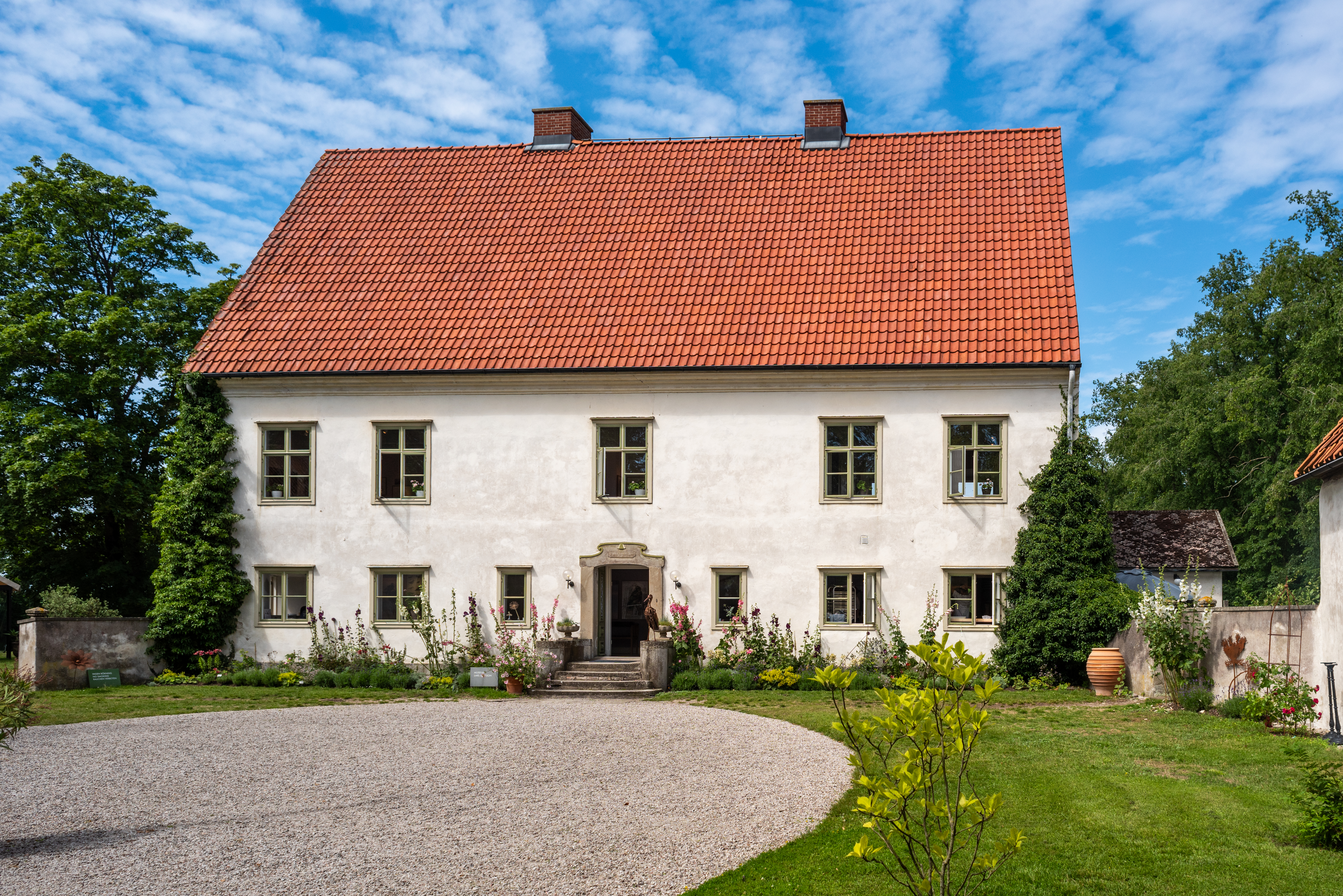
Vamlingbos prästgård.